# A robotpokol
A robotpokol (Hell Is Other Robots) a Futurama című amerikai rajzfilmsorozat első évadának kilencedik része, melyet eredetileg 1999. május 18-án sugárzott a Fox csatorna. Az epizód írója Eric Kaplan, rendezője Rich Moore. Vendégszereplőként a Beastie Boys és Dan Castellaneta szerepel. Ez az egyik első epizód, amely nagy mértékben fókuszál Bender karakterére. Az epizódban Bender rászokik az „áramszipuzásra”, ami egyre problémásabbá kezd válni nála, ezért csatlakozik a „Robotológia Egyházhoz”, hogy leszokjon. Fry és Leela azonban visszacsábítják alkohollal és prostituáltakkal, ezért Bender kilép az egyházból. Ezután meglátogatja a Robot ördög, annak okán, hogy vétkezett. A végén viszont Fry és Leela megmenti őt.
Az epizód bemutatja a Robot ördögöt, Lionel Preacherbot tiszteletest és a „Robotológia Egyházat”, amely a Szcientológia Egyház paródiája. Az epizód pozitív visszajelzéseket kapott, és szerepel azon a DVD-n, amely bemutatja Matt Groening négy kedvenc Futurama-epizódját.

## Cselekmény
Fry, Leela és Bender elmennek egy Beastie Boys-koncertre, ahol Bender összefut egy gimnáziumi barátjával, Fenderrel, aki a zenekarral van, és beviszi őket a színfalak mögé. Míg Fry és Leela a zenekarral beszélget, Fender és Bender elmegy egy „privát partira”. Ott, mint kiderül, a robotok bedugják magukat egy rendszerbe, amin keresztül folyamatos áramütést kapnak, ez pedig drogként hat rájuk. Bender függővé válik, és így teljesen leépül. Egy küldetésen belevezeti az űrhajót egy elektromos anomáliába, és magára haragítja az egész csapatot. Elkeseredésében a valláshoz fordul: belép a „Robotológia Egyházba”, megkeresztelkedik, és ennek hatására teljesen megváltozik.
Ez azonban Fry-nak és Leelának nem tetszik, és vissza akarják szerezni a régi Bendert. Elviszik Atlantic Citybe, hogy „észhez térítsék”, ami sikerül is: Bender újra iszik, szivarozik, lop és csal. Ennek következtében a Robot ördög személyesen jön el érte és viszi a Robotpokolba, ugyanis még a gyülekezetbe való belépésekor elfogadta, hogy ha bűnt követ el, akkor a pokolra jut.
Miután észrevették, hogy Bender eltűnt, Fry és Leela elindulnak, hogy Nibbler szimatát követve megkeressék a barátjukat. A szimat egy elhagyatott New Jersey-i vidámparkba viszi őket, ahol egy titkos bejáraton keresztül bejutnak a robotpokolba. A zenerajongó Robot ördög alkut ajánl nekik: ha legyőzik őt egy hegedűversenyen, visszakapják Bendert, és kapnak mellé egy arany hegedűt. Ha nem győzik le, akkor csak egy ezüst hegedűt kapnak, és Fry meghal. Leela beleegyezik a feltételekbe, bár egyikük sem tud hegedülni, míg a Robot ördög profi. Leela viszont leüti a Robot ördögöt a hegedűvel, és a Bender által ellopott szárnyakkal megmenekülnek.

## Produkció

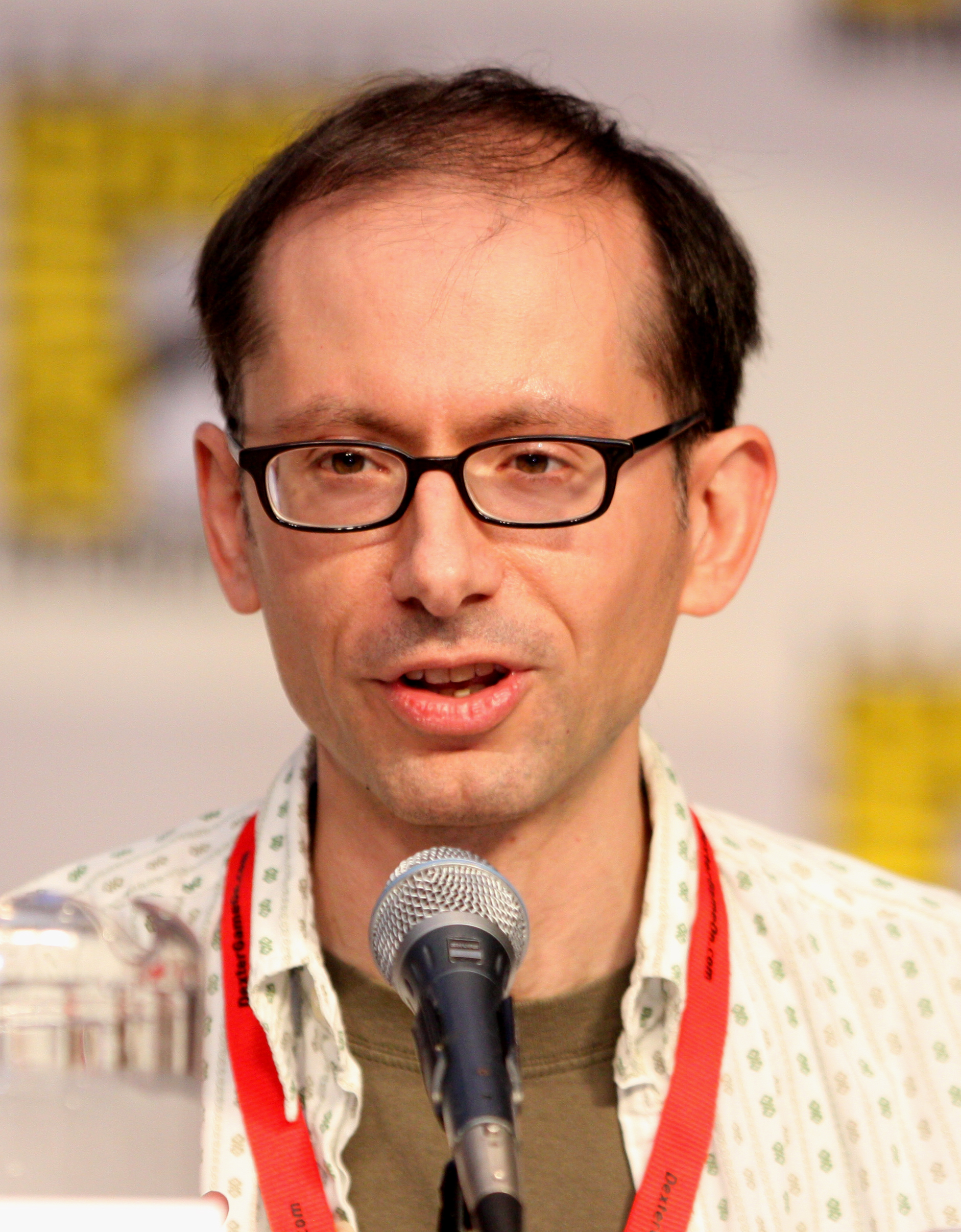
David X. Cohen

David X. Cohen és Ken Keeler elutaztak New Yorkba, hogy megbeszéljék a közös munkát a Beastie Boysszal. Három napot vártak a hívásukra, végül feladták, és visszatértek Los Angelesbe a stúdióba. A hangot utólag vették fel. Adam ”MCA” Yauch nem volt elérhető a felvétel alatt, ezért csak Adam ”King Adrock” Horovitz és Michael ”Mike D” Diamond tudta a hangját adni a futuramabeli karakterének, Yauch hangját Horovitzcal vették fel. A Beastie Boys előadta az 1998-as Intergalactic és Super Disco Breakin című számokat, és az első számot a Hello Nasty című albumukról. Eredetileg azt kérték tőlük, hogy a Fight for Your Rightot játsszák el, de ezt ők visszautasították.
Ez az epizód tartalmazza a Futurama első eredeti zeneszámát. A Robot Hell szövegét Eric Kaplan és Ken Keeler írta, a zenéjét pedig Keeler és Christopher Tyng szerezte. Amikor dicsérték a teljesítményét az audiokommentárban, John DiMaggio, Bender hangja elmondta, hogy az volt az éneklés legnehezebb része, hogy egy oktávval alacsonyabban nehéz volt tartani a lépést a gyors ütemű dallal.
Az epizód a kábítószer-függőség és a vallásos konverzió paródiája. A DVD-kommentárban David X. Cohen, Matt Groening és Eric Kaplan egyaránt egyetértett azzal, hogy a Futurama szereplőit új és ismeretlen irányba terelték. Cohen megjegyezte, hogy Bender függősége kiváló példája annak, hogy egy robotkarakter sem tudja megúszni azt, hogy emberi karakterré váljon. Egy személy a stúdióban nem volt hajlandó dolgozni az epizódon, mert nem értett egyet a vallási tartalom ábrázolásával. Cohen azt is elmondta, hogy az írócsapat lazított az epizód elkészítése során, amit fölidéztek a későbbi epizódok írása közben. Kaplan azt állította, hogy az epizód végleges formába öntése előtt három epizódnyi anyag állt a rendelkezésükre.

## Témája
Ez az egyik olyan epizód, amely a Futurama-univerzum nézőpontját mutatja meg. A legtöbb epizód azt mutatta, hogy a Bolygó Expressz csapata, ahogy a legtöbben a 3000. évben, nem nagyon törődik a vallással. Ebben az epizódban debütál a Futurama két vallási karaktere, a Robot ördög és Lionel Preacherbot tiszteletes, akik szerepelnek még a későbbi epizódokban is. Preacherbot – aki a belvárosi, afro-amerikai lelkészek sztereotípiája szerint beszél – téríti meg Bendert. Ez hasonló, mint a vallási megtérítések való világban előadott egyik változata. Mark Pinsky szerint ez „a vallás kétélű ábrázolása”, és nem csak Bender karakterének a fejlődését figyelhetjük meg, hanem „egy újonnan megtérített ember kellemetlen jellemzőit” is. A Robot ördög Bender bűnbe esése után jelenik meg. Pinsky azt írja a The Gospel According to The Simpsons című könyvében, hogy miközben Bender lelkét követeli, a Robot ördög hasonló eszközöket használ, mint a déli baptisták: „Bender megpróbál kiszabadulni a helyzetéből, de sikertelenül. Elfogadtad, amikor beléptél az egyházba, válaszolja a Robot ördög, és a déli baptisták logikájával beszél tovább. Vétkeztél, tehát a robotpokolra kerülsz – örökre”. Az epizód vége, amikor Bender visszatér a régi önmagához, és megígéri, hogy sose próbál túl rossz vagy túl jó lenni, a Jelenések könyvének a paródiája.

## Kulturális utalások
Az epizód rengeteg vallási paródiát tartalmaz, sok utalással fiktív vallási munkákra is. Az epizód címe maga is paródia – Jean-Paul Sartre No Exit című, egyfelvonásos darabjának híres soráé: „A pokol a többi ember” (Hell is other people). A robotpokolban elszenvedett büntetések sora Dante Isteni színjátékára, a lelkük megmentéséért folytatott hegedűcsata pedig a The Charlie Daniels Band dalára, a The Devil Went Down to Georgiára utal. A viccek New Jersey-ről David X. Cohen és John DiMaggio miatt vannak, ugyanis ott nőttek fel.
A „Robotológia Egyház” a Szcientológia Egyház paródiája. Matt Groening kapott egy hívást a Szcientológia Egyháztól: az aggodalmukat fejezték ki a hasonló névhasználat miatt. A Simpson családban már kiparodizálták a Szcientológiát, a 9. évadbeli The Joy of Sectben.

## Fogadtatás
"A robotpokol" benne van a Matt Groening kedvenc négy epizódját tartalmazó Monster Robot Maniac Fun Collectionben. A DVD tartalmazza Groening és John DiMaggio audiokommentárját, valamint az epizód képes forgatókönyvét. Egy DVD-vel foglalkozó cikkben a Winston-Salem Journal a Futurama egyik legjobb epizódjának nevezte a "A robotpoklot". Dan Castellaneta szereplése Robot ördögként ebben és "A tétlen kéz az ördög játékszere" című epizódban "bravúros előadás" címen van aposztrofálva. A South Wales Echo ezt és a "Félelem a Robot-bolygón" című epizódot a sorozat "legőrültebb epizódjainak" nevezte. Brian Cortis négyből három csillagot adott az epizódnak.
A The Observerben megjelent írásban Andrew Collins kedvezően írt a sorozatról és a "Ha szerelem nincs is az űrben..."-t és "A robotpokolt" emeli ki. Szerinte a viccek "csőstül jönnek" a sorozatban. John G. Nettles a PopMatters-ből ezt írta: "A robotpokol" bemutatja nekünk Bender és a Futurama szemtelen humorát, a ravasz társadalmi szatírát és átkozottul fülbemászóak a zenei számok. David Johnson azt írja, hogy "nem tartozik a kedvencei közé", és kritizálta azt, hogy az epizód nagyon nagy mértékben foglalkozik Benderrel. Johnson "B"-t adott azt epizódra. Az epizódról a Dark Horse Comics megjelentetett egy könyvet Futurama Pop-Out People: Hell Is Other Robots néven.

## Fordítás
- Ez a szócikk részben vagy egészben  a   Hell Is Other Robots című angol Wikipédia-szócikk fordításán alapul.  Az eredeti cikk szerkesztőit annak laptörténete sorolja fel. Ez a jelzés csupán a megfogalmazás eredetét és a szerzői jogokat jelzi, nem szolgál a cikkben szereplő információk forrásmegjelöléseként.